# 別保村
別保村（べっぽむら）は、大分県大分郡にあった村。現在の大分市の一部にあたる。

## 地理
大野川支流・乙津川の左岸に位置していた。

## 歴史
- 1889年（明治22年）4月1日、町村制の施行により、大分郡森町村、皆春村、森村が合併して村制施行し、別保村が発足[1][2]。旧村名を継承した森町、皆春、森の3大字を編成。
- 1938年（昭和13年）4月1日、大分郡鶴崎町に編入され廃止[1][2]。

## 産業
- 農業[3]